# Jennifer Heil
Jennifer Heil (Edmonton, 11 de abril de 1983) es una deportista canadiense que compitió en esquí acrobático, especialista en las pruebas de baches.
Participó en tres Juegos Olímpicos de Invierno, entre los años 2002 y 2010, obteniendo en total dos medallas, oro en Turín 2006 y plata en Vancouver 2010, ambas en la prueba de baches, y el cuarto lugar en Salt Lake City 2002.
Ganó seis medallas en el Campeonato Mundial de Esquí Acrobático entre los años 2005 y 2011.

## Medallero internacional
| Juegos Olímpicos   | Juegos Olímpicos              | Juegos Olímpicos | Juegos Olímpicos   |
| Año                | Lugar                         | Medalla          | Competición        |
| ------------------ | ----------------------------- | ---------------- | ------------------ |
| 2006               | Turín (Italia)                | Medalla de oro   | Baches             |
| 2010               | Vancouver (Canadá)            | Medalla de plata | Baches             |
| Campeonato Mundial |                               |                  |                    |
| Año                | Lugar                         | Medalla          | Competición        |
| 2005               | Ruka (Finlandia)              | Medalla de oro   | Baches en paralelo |
| 2007               | Madonna di Campiglio (Italia) | Medalla de oro   | Baches en paralelo |
| 2007               | Madonna di Campiglio (Italia) | Medalla de plata | Baches             |
| 2009               | Inawashiro (Japón)            | Medalla de plata | Baches             |
| 2011               | Deer Valley (Estados Unidos)  | Medalla de oro   | Baches             |
| 2011               | Deer Valley (Estados Unidos)  | Medalla de oro   | Baches en paralelo |